# We Are Only What We Feel
We Are Only What We Feel è il primo album del gruppo musicale NONONO pubblicato il 13 marzo 2014.

## Tracce
l'album è formato da 10 tracce, tra cui 4 pubblicate anticipatamente ad esso*
1. jungle – 4:00
2. like the wind – 3:22
3. pumpin blood – 3:29
4. echo – 3:47
5. one wish – 3:20
6. hungry eyes – 3:50
7. down under – 3:28
8. fire whithout a flame – 3:17
9. johnny – 2:59
10. love – 3:59

* i quattro singoli usciti in precedenza sono: Like the wind (2013), Pumplin blood (2013), Hungry eyes (2014), One Wish (2014).

## Rilascio
| Regione     | Data          | Formato                | etichetta            |
| ----------- | ------------- | ---------------------- | -------------------- |
| Svezia      | 13 Marzo 2014 | CD - Download digitale | Warner Music         |
| Stati Uniti | 1 Luglio 2014 | CD - Download digitale | Warner Bros. Records |
|             |               |                        |                      |